# Fischtreppe

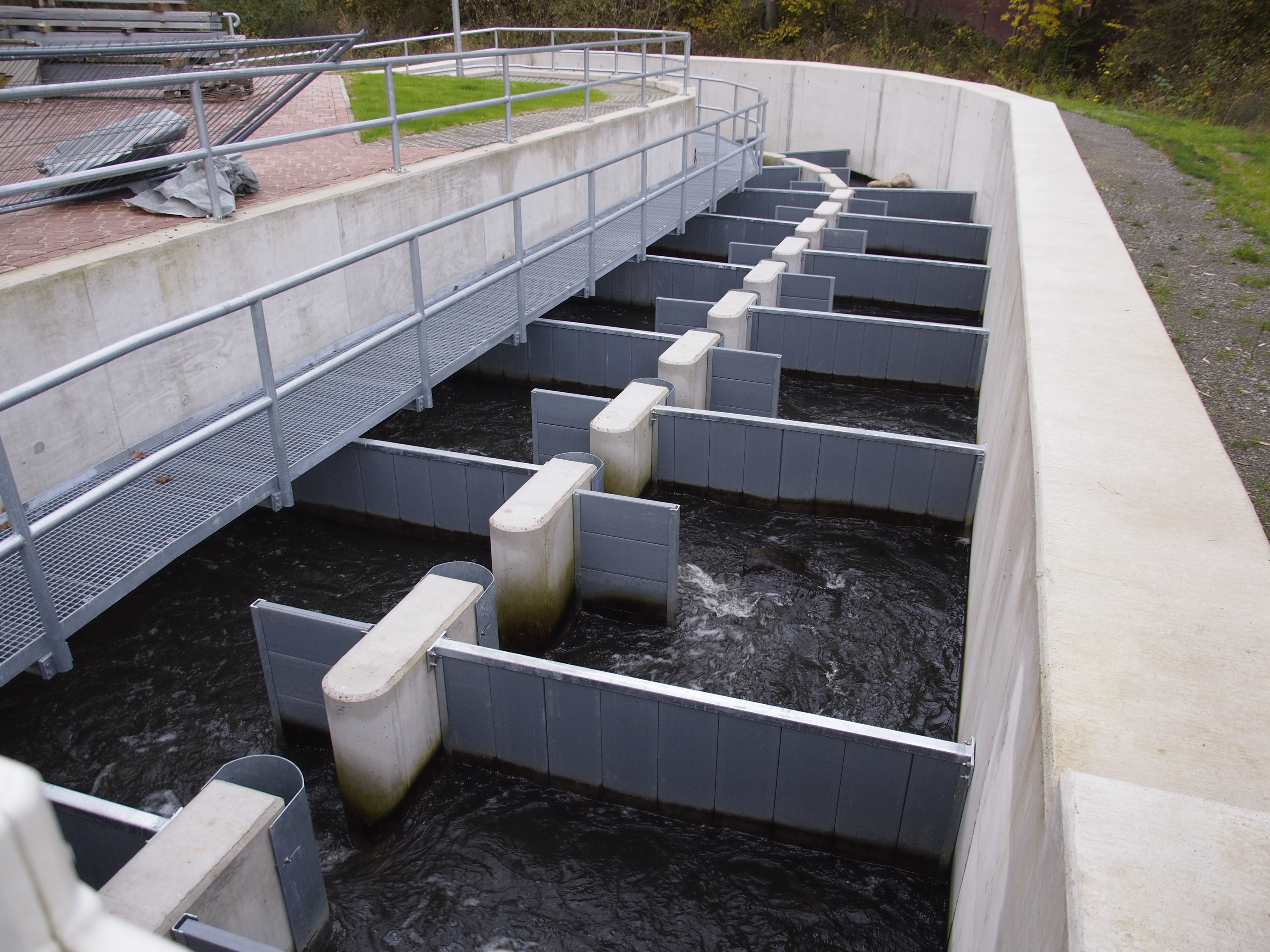
Moderne Fischaufstiegsanlage an der Aller in Celle

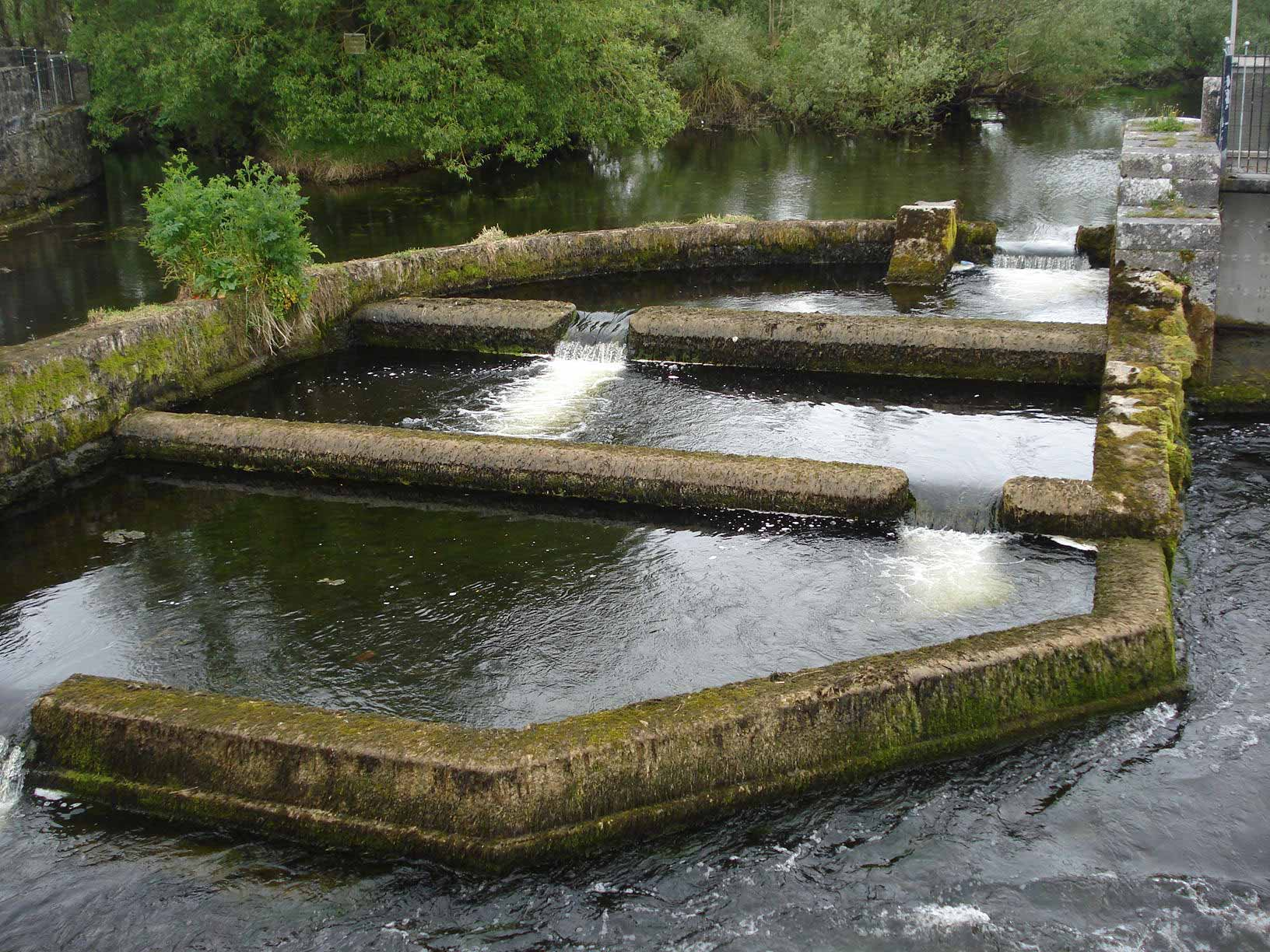
Fischtreppe im River Fergus in Irland

Eine Fischtreppe oder Fischpass (auch Fischwanderhilfe, Fischleiter oder Fischweg genannt) ist eine wasserbauliche Einrichtung an Fließgewässern, um Fischen bei der Fischwanderung die Überwindung von Wanderbarrieren in Form von Stauwehren, Wasserkraftanlagen und gegebenenfalls auch Wasserfällen zu ermöglichen.

## Hintergrund
Alle Fließgewässer-Organismen und auch Kleintiere der Gewässersohle (Makrozoobenthos) sind bei der Wanderung auf Fischaufstiege angewiesen. Deshalb sollen in Deutschland die Fischaufstiege nicht nur der Aufwärts-Passage von Fischen dienen, sondern auch der Wanderung von Rundmäulern (Neunaugen) und dem sogenannten Makrozoobenthos, was auch Organismenaufstieg genannt wird.
Europaweit wird die Notwendigkeit ihrer Einrichtung unter anderem durch die EU-Wasserrahmenrichtlinie begründet. Das daran angepasste Wasserhaushaltsgesetz regelt die Anordnung solcher Anlagen bei der Neuerrichtung von Stauanlagen oder auch im Bestand.

## Geschichte
In der Spätphase der Industrialisierung entstanden in Deutschland vor allem am Rhein zur Gewinnung kostengünstiger elektrischer Energie aus Wasserkraft ab der Wende zum 20. Jahrhundert zahlreiche Kraftwerksbauten. Nach Bekanntwerden der Schäden für die Fischerei wurde versucht, diesen mit Fischtreppen zu begegnen. Für hochwertige, auch ganze Regionen prägende Fischtypen wie den Lachs erwies sich das jedoch als Fehlschlag. Der Autor Leopold Döbele fasste dies 1961 für die Hochrheinregion zusammen:
Mit der Errichtung der ersten Rheinkraftwerke wurde zunächst die Lachsfischerei vernichtet. Die Salmenwagen verödeten, nur da und dort erinnern verfallene Gemäuer am Rhein an solche Salmenwagen und an die einstige Blütezeit der Lachsfischerei am Hochrhein. Der Lachs, der die frisch sprudelnden und strömenden Gewässer und die stillen, tiefen Gumpen liebt, konnte diese vielfach am Hochrhein nicht mehr vorfinden und blieb zurück. Der Lachs haßt die modernen Gebilde aus Menschenhand, und die frühere Vermutung, daß man mit technischen Mitteln, durch die Anlage von Fischtreppen bei den Kraftwerken dem Lachs das Aufsteigen in die alten Laichgründe am Hochrhein ermöglichen könnte, hat sich als großen Irrtum erwiesen. Der Lachs mied die Fischtreppen. Zusammen mit der Entstehung der Industrie, vor allem mit der Niederlassung der Chemischen Industrie am Hochrhein, die ihre ungeklärten Abwasser in den Rhein leitete, wurde nach und nach auch die Fischerei insgesamt schwer geschädigt. […] Diese Vorgänge haben dazu geführt, daß der Fischerei als Berufszweig, der die Gemeinden am Rhein nicht nur ernährte, sondern dem ganzen Leben auch das Gepräge gab, der Todesstoß versetzt wurde. So vermag die Fischerei heute am Hochrhein nur noch ein unselbständiges Schattendasein zu fristen.

## Wanderhilfen

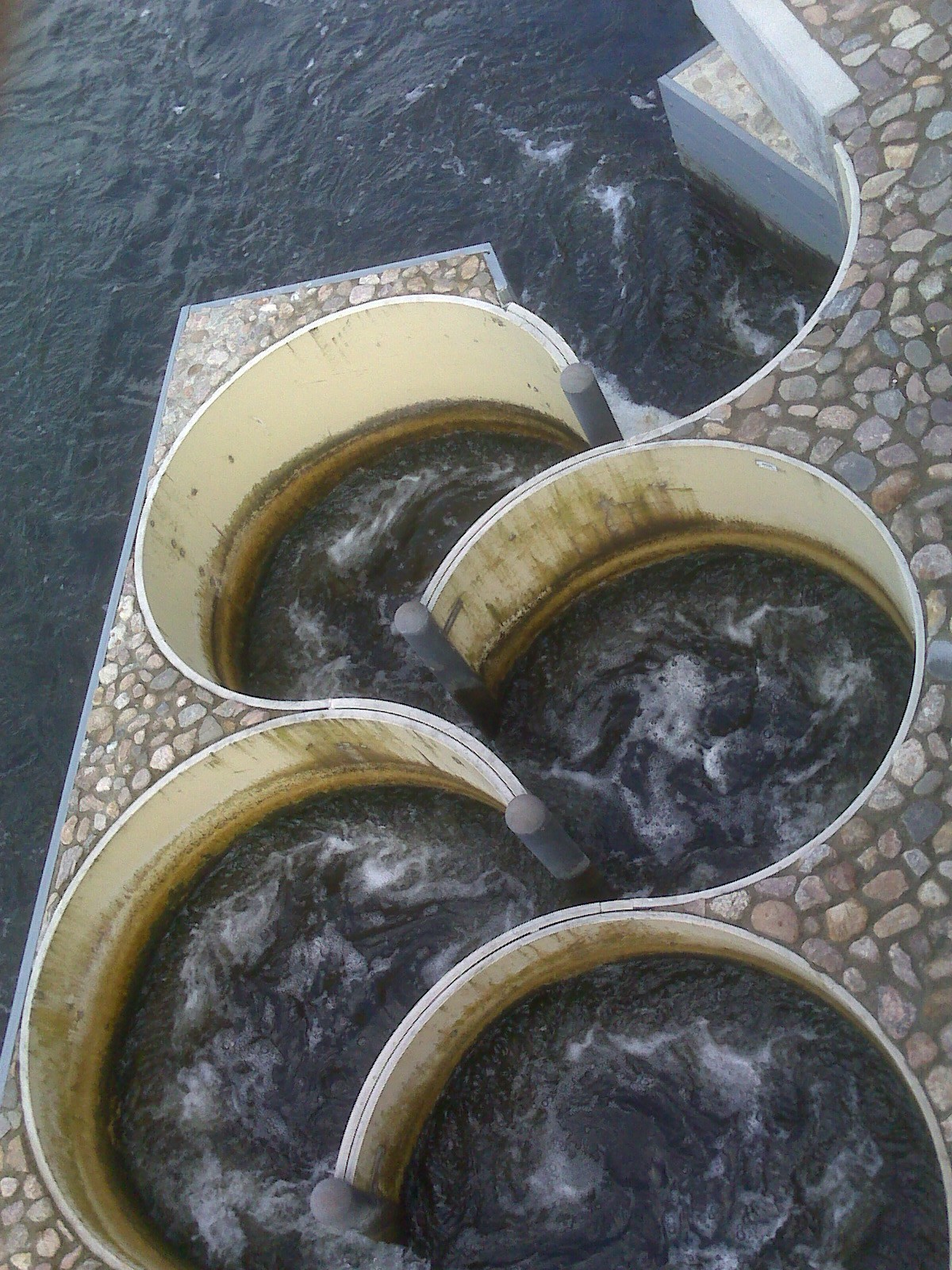
Mäander-Fischpass an der Schwentinemündung in Kiel

Zu unterscheiden sind prinzipiell Wanderhilfen für den Fischaufstieg (Fischaufstiegshilfen und -anlagen) und für den Fischabstieg (ein Typ wird als Bypässe bezeichnet). Insbesondere funktionierende Abstiegshilfen sind in der Praxis jedoch selten anzutreffen.

## Fischaufstiege

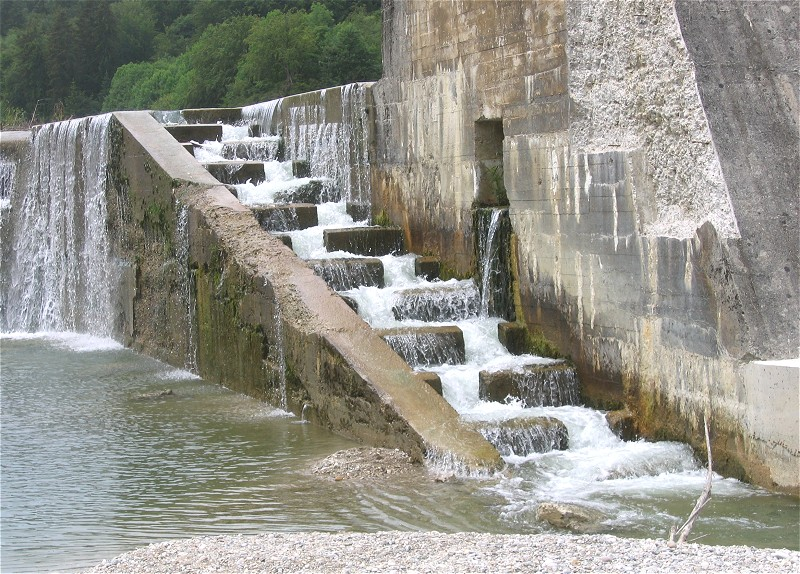
Fischtreppe in der Isar bei Pullach – nach heutigem Standard ist die Treppe deutlich zu steil und die Becken sind zu klein.

Bei den Typen der Fischaufstiege unterscheidet man sogenannte „naturnahe“ und „technische“ Bauweisen. Zu den naturnahen Fischaufstiegshilfen gehören vor allem sogenannte raue Rampen oder raue Gleiten, auch Sohlgleiten und Umgehungsgerinne. Zu den technischen Bauweisen zählen beispielsweise Schlitzpässe, Beckenpässe, Aalleiter, Fischschleusen, Fischlifte oder neuerdings Fischaufstiegsschnecken.
Das derzeit maßgebende Merkblatt DWA-M 509 unterscheidet zwischen beckenartigen und gerinneartigen Fischaufstiegsanlagen. Daneben enthält es auch noch Vorgaben für fischpassierbare Bauwerke.
Bei beckenartigen Fischpässen wird der Höhenunterschied zwischen Ober- und Unterwasser dadurch abgebaut, dass Wasserbecken mit Trennwänden dazwischen so gebaut werden, wobei zwischen diesen Becken bei dem Bemessungsdurchfluss eine kleine Wasserspiegeldifferenz (derzeit laut DWA-M 509 zwischen 9 und 15 cm) entsteht, und sich in der jeweiligen Öffnung in der Trennwand (Schlupfloch oder Schlitz) ein Strahl ausbildet, dessen kinetische Energie im Folgebecken durch Turbulenzproduktion umgewandelt wird. Somit wird bei diesen Fischpasstypen die gesamte Höhendifferenz in viele kleine Abschnitte unterteilt. Dadurch werden die maximal auftretenden Strömungsgeschwindigkeiten im Rahmen gehalten.
Bei gerinneartigen Fischaufstiegsanlagen wird die hydraulische Leistung durch verteilte Rauheiten umgewandelt. Dies können flächendeckende Rauheiten, einzelne Störkörper oder bei den Borstenpässen auch Borstenmodule sein.
Eine neuere Technik ist die Kombination von Fischaufstiegsanlage und Bootsgasse, der Fisch-Kanu-Pass.

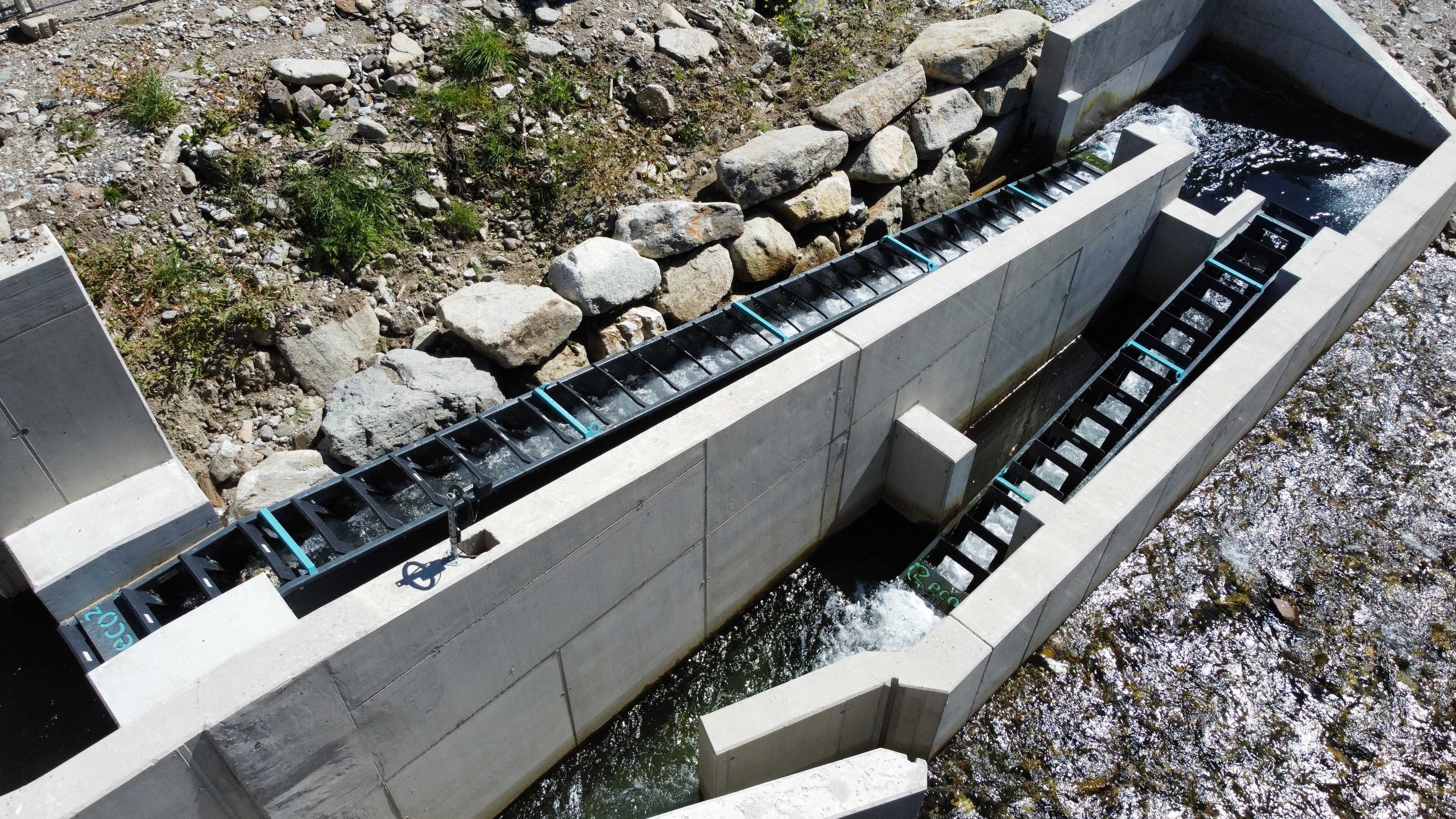
Modifizierter Denil-Fischpass (eco²-Fischpass) am Pölsbach in St. Johann am Tauern

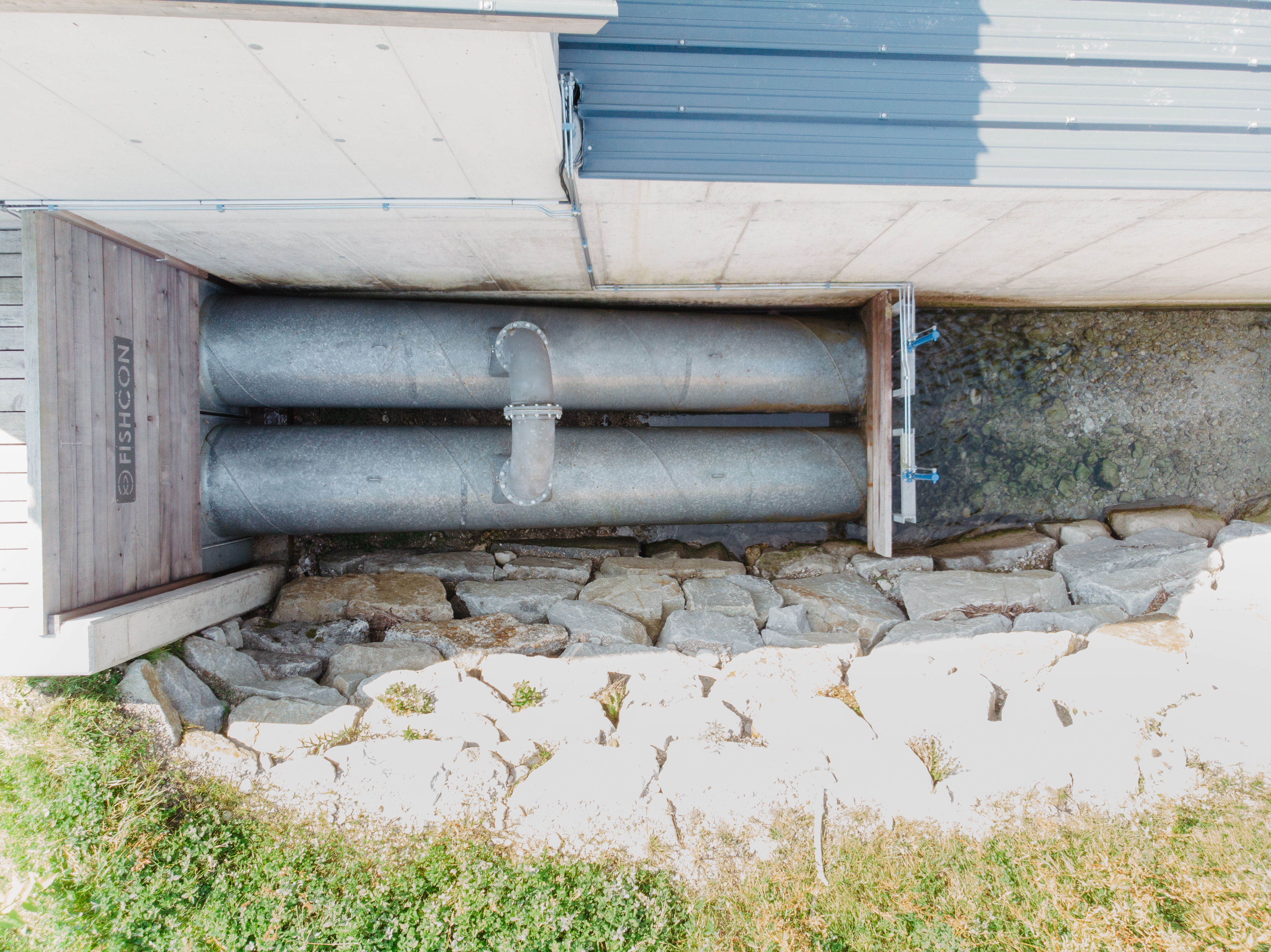
Fishcon-Schleuse an der Alm in Oberösterreich

### Denil-Fischpass
Gegenstrom- oder Denil-Fischpässe stellen aufgrund ihrer kompakten Bauweise und des hohen Gefälles (10 bis >25 %) seit jeher eine der kostengünstigsten Varianten von Fischaufstiegshilfen dar. Wenngleich Denil-Fischpässe aufgrund ihrer Selektivität in Verruf gerieten, ist festzuhalten, dass die Funktionalität für adulte Individuen schwimmstarker Arten gut belegt ist. So werden diese Bautypen in Ländern wie z. B. den USA nach wie vor errichtet, um die Laichwanderung von Wirtschaftsfischarten wie etwa Lachsen oder Heringen zu ermöglichen. Auch im deutschsprachigen Raum wurden Denil-Fischpässe bis in die 1990er Jahre umgesetzt, allerdings musste festgestellt werden, dass dieser Bautyp für Klein- und Jungfische nur eingeschränkt funktionierte. Die Passage von Kleinfischarten mit Bodenbezug (z. B. Koppe, Gründling, Schmerle…) wurde bei Denil-Fischpässen nicht belegt und daher die Bautype in aktuellen Leitfäden und Regelblättern nicht mehr empfohlen.
Eine Neuentwicklung stellt der modifizierte, sohloffene Denilpass (eco²-Fischpass) dar. Die Funktionsfähigkeit dieser Fischaufstiegshilfe konnte bereits an mehreren Anlagen in der Forellen- und Barbenregion nachgewiesen werden. Dabei wurde festgestellt, dass diese Bautype auch für juvenile Individuen und Kleinfische sowie für bodenorientierte Wanderer eine hohe Funktionalität aufweist. Bei einem Monitoring an der Pinka hatten von rund 9.300 gezählten Fischen 2/3 Körperlängen kleiner 15 cm und immerhin 1/3 Körperlängen kleiner 10 cm, wobei der Großteil dieser Fische Arten zuzuordnen war, welche einen Bodenbezug aufweisen.

### Fischlift

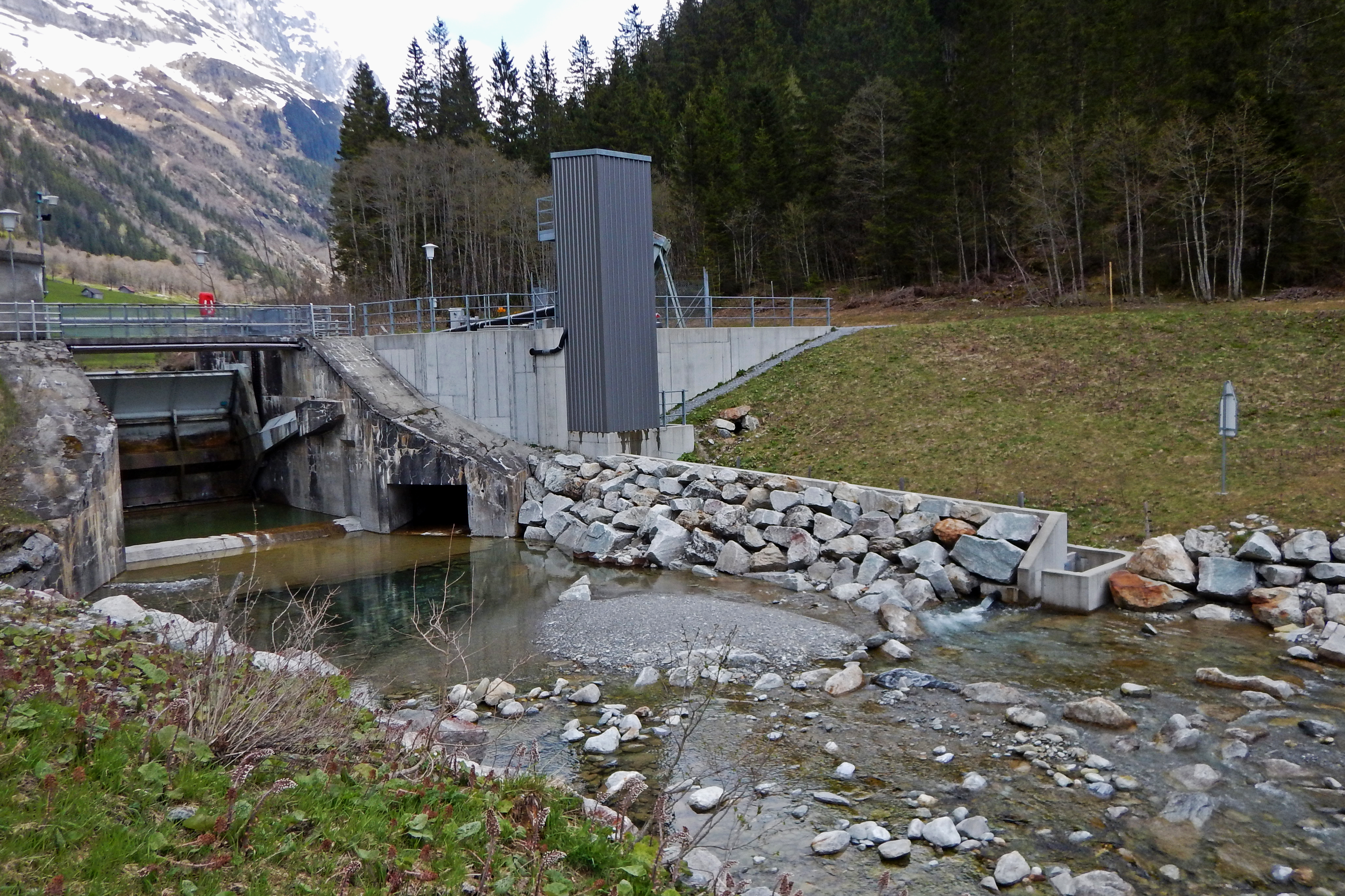
Ansicht des Fischlifts am Ausgleichsbecken in Fuhren am Gadmerwasser

Mit einem Fischlift kann auf kleiner Grundfläche ein großer Höhenunterschied überwunden werden. Die Funktionsfähigkeit ist weitgehend unabhängig von Wasserspiegelschwankungen im Oberwasser des Wanderhindernisses, sofern es gelingt, einen für den Fisch günstigen Anschluss zwischen Fischlift und Oberwasser herzustellen. Wie bei anderen Fischaufstiegshilfen führt eine künstlich erzeugte Leitströmung die Fische an den gewünschten Ort.
Die Fische schwimmen in ein Wasserbecken, den sogenannten Reusenkorb, der mit einer Vorrichtung das Entweichen verhindert. Regelmäßig wird nun das Wasserbecken aufwärts gefahren und oben schonend ausgekippt. Anschließend fährt die Konstruktion wieder nach unten und öffnet den Einlass für die nächsten Fische. Ein Fischlift befindet sich zum Beispiel am Wasserkraftwerk Wyhlen der Staustufe Augst/Wyhlen, an der Fassung Fuhren am Gadmerwasser, ein anderer in Grellingen. 2017 wurde beim Kraftwerk Eglisau-Glattfelden, neben einer neuen Fischtreppe, auch ein Fischlift in Betrieb genommen. Bei den beiden 2015 in Betrieb genommenen Wasserkraftschnecken von Neubruck (bei Scheibbs) und Retznei ist der Fischlift integrierter Bestandteil der Anlage.

### Fischschleuse
Bei Fischschleusen schwimmen die wandernden Organismen vom Unterwasser geführt durch eine Strömung in eine Schleusenkammer ein. In festgelegten Intervallen schließt ein unterwasserseitiges Verschlussorgan die Schleusenkammer, der Wasserspiegel bzw. Druck in der Kammer steigt auf das Niveau des Oberwasserspiegels an und ein Verschlussorgan, welches die Schleusenkammer mit dem Oberwasser verbindet, wird geöffnet. Die zuvor eingeschwommenen Organismen können somit in das Oberwasser ausschwimmen.
Es gibt mehrere Bautypen von Fischschleusen, wie beispielsweise die Borland-Schleuse, Deelder-Schleuse oder die Pavlov-Schleuse. Ein neuer Bautyp ist die sogenannte Fishcon-Schleuse, auch bekannt als 2-Kammern-Organismenwanderhilfe. Diese erlaubt neben dem Fischaufstieg auch einen Fischabstieg. Zusätzlich ist eine energetische Nutzung der Leitströmung mit einer Turbine möglich. 2020 konnte die Funktion der Fishcon-Schleuse an einem Wasserkraftwerk an der Alm sowie an einem weiteren Wasserkraftwerk am Aschacharm in Oberösterreich nachgewiesen werden. Dabei konnte die Wanderung von sohlenbewohnenden Fischarten, schwimmschwachen Fischarten und Schwarmfischen dokumentiert werden.  Mitte 2024 waren insgesamt sechs Fishcon-Schleusen in Österreich, Deutschland und der Schweiz in Betrieb. Fünf dieser Anlagen wurden bereits unabhängig untersucht und als funktionsfähig bewertet. Bisher konnten etwa 10.000 Fische aus über 40 verschiedenen Arten nachweislich mithilfe der Fishcon-Schleusen wandern. Der größte dokumentierte Fisch war ein Huchen mit einer Länge von 87 cm.

### Fischaufstiegsschnecke

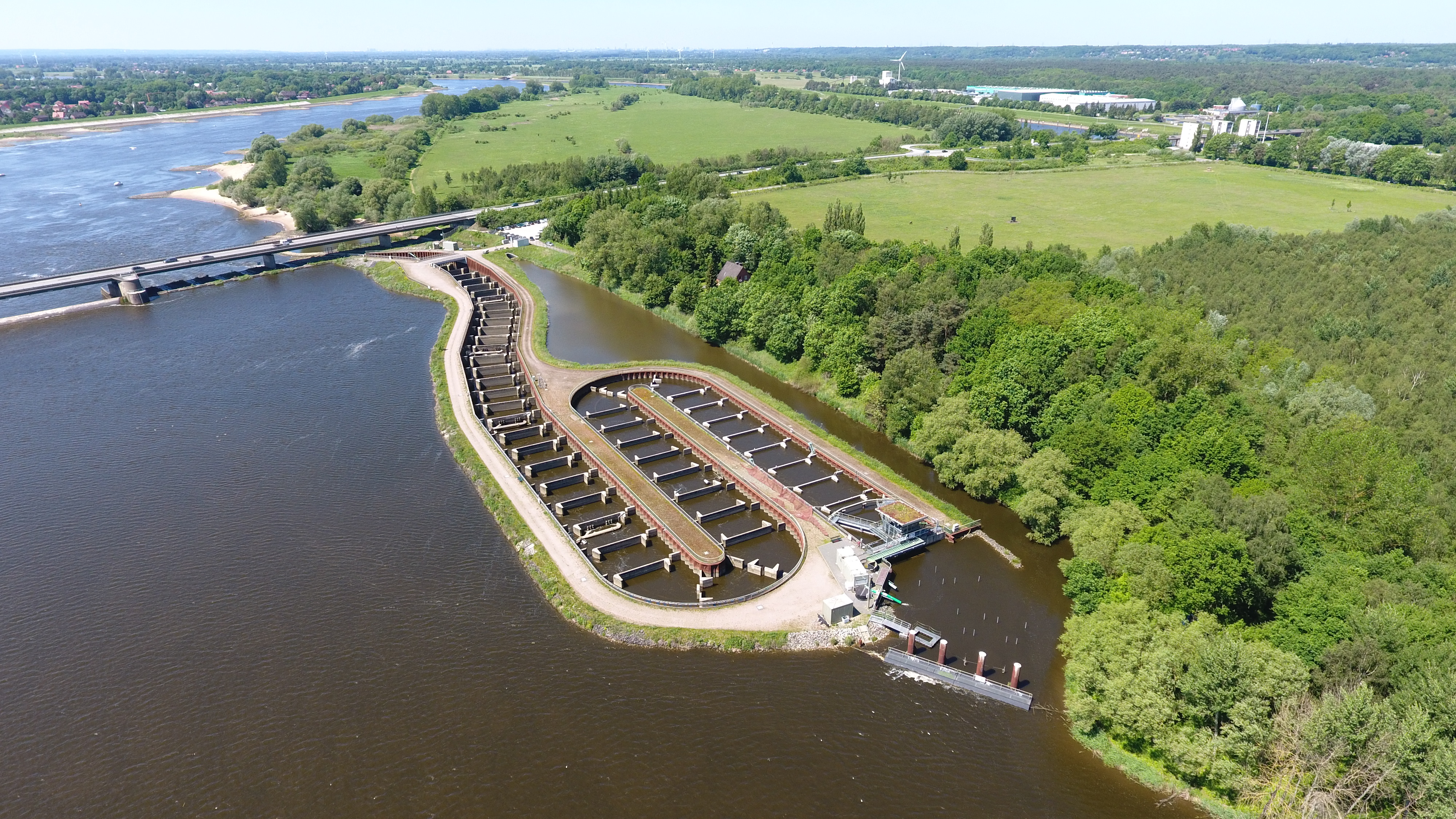
Fischtreppe in der Elbe bei Geesthacht (Deutschland)

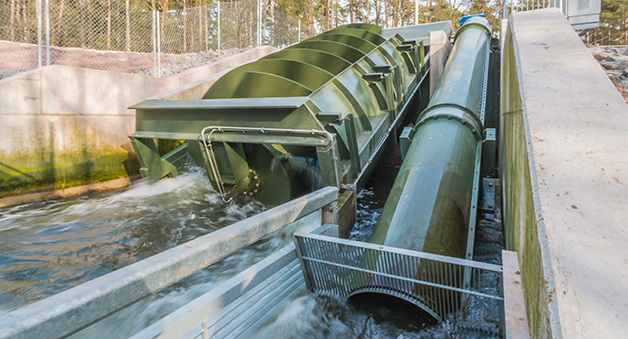
Wasserkraftanlage mit Fischaufstiegsschnecke am Heckerwehr/Bayern

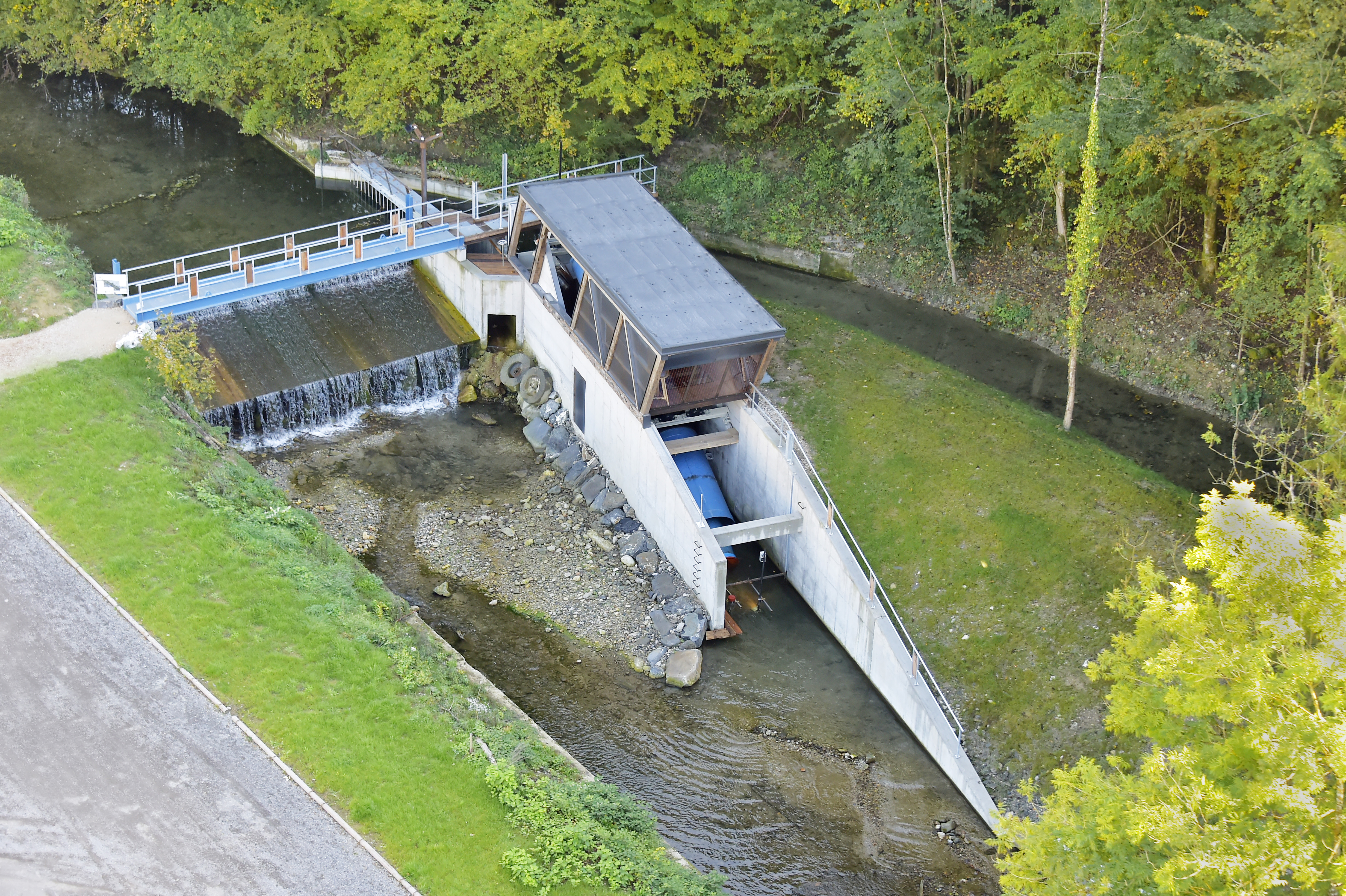
Drehrohr-Doppelwasserkraftschnecke in der Jeßnitz bei St. Anton. Die außenliegende Schnecke ermöglicht den Fischabstieg und produziert Strom, während die innere Archimedische Schraube einen verletzungsfreien Fischaufstieg erlaubt.

Mit einer Archimedischen Schraube wird Wasser angehoben, in dem sich Fische und andere Lebewesen in das Oberwasser tragen lassen können.
Ein Beispiel ist ein Kleinwasserkraftwerk an der Url, in Amstetten in Niederösterreich. Parallel zu der Wasserkraftschnecke, die der Stromgewinnung dient, wurde eine weitere Schnecke für den Aufstieg installiert. Erste Tests zeigen eine fünfmal stärkere Aufstiegshäufigkeit als bei anderen Systemen. Allerdings ist eine Eignung der Fischaufstiegsschnecke für schwimmschwache Kleinfische, Neunaugen und das Makrozoobenthos noch nicht nachgewiesen.

### Helix-Turmfischpass
Ein Fischweg in Form einer Wendeltreppenturms mit Mäanderbecken ist der Helix-Turmfischpass. Die Kosten des Fischpasses beim Wasserkraftwerk Raisdorf betrugen rund 550.000 Euro und wurden überwiegend aus EU-Mitteln finanziert. Die erste Umsetzung in Raisdorf wurde vom Bund der Steuerzahler und dem Landesnaturschutzbund Schleswig-Holstein als Verschwendung von Steuergeldern bezeichnet.

## Lock- oder Leitstrom
Sofern die Fische nicht durch die geometrische oder hydraulische Struktur des Einschwimmbereichs in den Fischpass direkt geleitet werden, was nur in Sonderfällen gelingt, müssen sie mittels einer Leitströmung angelockt werden. Dies geschieht durch den als Strahl austretenden Durchfluss des Fischpasses selber oder mittels einer verstärkten Strömung durch eine Lockstrom-Zusatzdotation. Die optimale Gestaltung dieser Leitströmung ist derzeit noch Gegenstand von Versuchen und Naturbeobachtungen. Da dieser Lockstrom einem nicht unbedeutenden Durchfluss entspricht, werden mitunter zur energetischen Nutzung Turbinen in die Lockstromleitung integriert (Beispiele: Fischpass Koblenz/Mosel oder Fischpass Iffezheim/Rhein).
Die Lockstrompumpe ist ein an der Universität Kassel entwickeltes System, um diesen Leitstrom überwiegend aus dem Unterwasser zu erzeugen.

## Beispiele
Eine der großen Anlagen Europas, die Fischtreppe Geesthacht, bei der Staustufe Geesthacht finanzierte der Stromproduzent Vattenfall als ökologischen Ausgleich für das weiter stromabwärts liegende Kohlekraftwerk Moorburg. Die serpentinenartig verbundenen 45 Wasserbecken ermöglichen Wanderfischen, ein Wehr zwischen dem Mündungsgebiet und der mittleren Elbe zu umschwimmen, das zur Eindämmung des Tidenhubs auf die Wasserstraße gebaut wurde. Das Lahnfenster in Gießen ermöglicht mittels Fensterscheiben den Einblick in eine Fischtreppe in der Lahn bei Gießen.
Die höchsten Fischtreppen Europas liegen an der Drau in Österreich.
Seit 2015 sind in Österreich zwei Wasserkraftschnecken mit integriertem Fischlift in Retznei an der Sulm und in Neuburg an der Jesnitz in Betrieb, die sich durch eine besondere Fischverträglichkeit auszeichnen. Studien der Universität für Bodenkultur Wien, in denen keine verletzten Fische festgestellt werden konnten, belegen, dass die meisten Fischarten die Anlagen gut passieren konnten.
In Westdeutschland hat der Ruhrverband im Sommer 2020 ein neuartiges Fischliftsystem am Baldeneysee in Betrieb genommen, um bei der mittleren Wasserspiegeldifferenz von 8,70 Meter die erforderliche Fischdurchgängigkeit zu ermöglichen. Die Anlage besteht aus zwei senkrechten Röhren, in denen der Wasserstand zwischen Ober- und Unterwasser durch Befüllen bzw. Entleeren ausgeglichen wird. Während des Füllvorgangs steigt der darin befindliche wassergefüllte Liftkorb auf und befördert die Fische nach oben. Anschließend wird die Röhre entleert und der Liftkorb sinkt wieder ab. Damit wanderwillige Fische stets einen „freien“ Lift vorfinden, werden die beiden Röhren alternierend betrieben.

## Literatur

US-amerikanisches Symbol